# Lodrino (Lombardia)
Lodrino (lombardul: Ludrì) település Olaszországban, Lombardia régióban, Brescia megyében. Lakosainak száma 1615 fő (2023. január 1.). Lodrino Casto, Marcheno, Tavernole sul Mella, Pertica Alta és Marmentino községekkel határos.
Népesség: 
2010       :         1815
2011       :          1795
2012      :           1747
2013.     :           1725
2014.      :          1711
2015.      :           1692
2016.     :           1698